# Gái giang hồ quốc tế (phim)
Gái giang hồ quốc tế (tiếng Nga: Интердевочка) là một bộ phim tâm lý xã hội, khai thác đề tài lối sống trong giới trẻ, ra mắt lần đầu năm 1989. Truyện phim dựa theo tiểu thuyết cùng tên của nhà văn Vladimir Kunin.

## Nội dung
Tatyana là một cô y tá trẻ đẹp làm công ở một bệnh viện với đồng lương ít ỏi, đành đổi sang làm gái mại dâm phục vụ du khách ngoại quốc dưới sự bảo kê của dân vệ và KGB. Cô kiếm được hàng ngàn USD, cứu sống người mẹ đau ốm triền miên của mình. Nhiều vị khách vì thích cá tính của Tatyana nên đã kể cô nghe về lối sống dư dả ở vài nước khác, từ đó cô chấp nhận một hôn nhân không tình yêu nhằm thoát khỏi hiện thực xã hội Soviet đang quá tối tăm. Tuy nhiên, ngay cả khi một người ngoại quốc đứng đắn chịu cưới thì cô vẫn phải gánh tiếng xấu là cựu gái hoa cộng sản, và cuộc đời mới của cô đầy rẫy khó khăn mới.